# Трухменский язык
Трухме́нский язык (ставропольский туркменский, северокавказский туркменский) — язык туркмен Ставропольского края, называющихся также трухменами. Является диалектом туркменского языка.

## Описание
Предки трухмен переселились в конце XVII — начале XVIII века с полуострова Мангышлак, отделившись от туркменских племён чоудор, игдыр и союнаджи.
В трухменском языке под влиянием ногайского утрачиваются долгие гласные и губная гармония широких гласных, межзубные θ и δ заменяются на s и z, оглушается d- в начальной и срединной позициях, озвончаются и спирантизуются интервокальные -p- и -k-/-q-.
Трухменский язык отличается также по ряду грамматических и лексических особенностей.
В ходе полевых исследований конца 2000-х — начала 2010-х годов выяснилось, что в семье ставропольские туркмены разговаривают на родном языке, в том числе молодёжь, а туркменский язык, на котором идёт телевещание из Ашхабада, понимают плохо.